# Windows Internet Naming Service
Windows Internet Naming Service（ウィンドウズ・インターネット・ネーミング・サービス、WINS）は、Microsoft Windowsネットワーク上のコンピュータ（NetBIOS）名を、IPアドレスに変換するための名前解決方法。通常、社内LANなどのプライベートアドレス空間で使われる。
WINS名前解決を利用するためには、WINSサーバが必要である。
WINSサーバは、Windows NTサーバに機能を有する。あるいは、LinuxなどのUNIX系OS上で、フリーソフト「Samba」をインストール・設定して、WINSサーバに仕立てることも可能である。